# 長身副裸吻魚
長身副裸吻魚（学名：Parapsilorhynchus elongatus）是輻鰭魚綱鯉形目鯉科的其中一個種，分布於亞洲印度，棲息在中底層水域。